# Зубрев, Алексей Валентинович
Алексе́й Валенти́нович Зу́брев  (род. 11 ноября 1985, Москва) — российский музыкант, певец, солист Народного ансамбля России «Гренада», педагог. Кандидат технических наук, Professional Scrum Master.

## Биография
Родился в ноябре 1985 года в Москве в семье военнослужащего 4 ЦНИИ МО РФ. Окончил среднюю общеобразовательную школу, и в 2010 году окончил дневное отделение «Аэрокосмического» факультета Московского авиационного института, по специальности «Ракетостроение», где трудился под руководством декана факультета и заведующего кафедрой «Космические системы и ракетостроение» Алифанова Олега Михайловича.

С 2010 года работает на предприятиях оборонно-промышленного комплекса Российской Федерации. Прошёл путь от инженера до старшего научного сотрудника.
За время работы на предприятиях ОПК принял участие в разработке современных изделий воздушно-космической обороны России и многократно выступал с докладами на научно-технических конференциях соответствующей тематики.

В 2013 году окончил аспирантуру Радиотехнического института им. академика А. Л. Минца по специальности «Системный анализ, управление и обработка информации».
Также в 2013 году, в рамках проводимых им работ, стал автором патента на полезную модель.

В 2014 году Зубреву А. В. была присуждена учёная степень кандидата технических наук. Диссертационное исследование посвящено оптимизации взаимодействия систем мобильных зенитно-ракетных комплексов.

С 2018 года Зубрев А. В. занимает должность начальника студенческой кадровой группы Государственного бюджетного профессионального образовательного учреждения города Москвы «Политехнический колледж им. Н. Н. Годовикова».

## Творческая деятельность
С 2000 года Зубрев А. В. является участником Народного ансамбля России «Гренада» под руководством Сергея Владимирского.

Являясь одним из лучших учеников и продолжателей дела своего Учителя Сергея Владимирского, Зубрев А. В., пройдя путь от стажера до солиста ансамбля «Гренада», принимал участие в многочисленных зарубежных гастролях, радио и телепередачах (см. Народный ансамбль России «Гренада»).

## Интересные факты

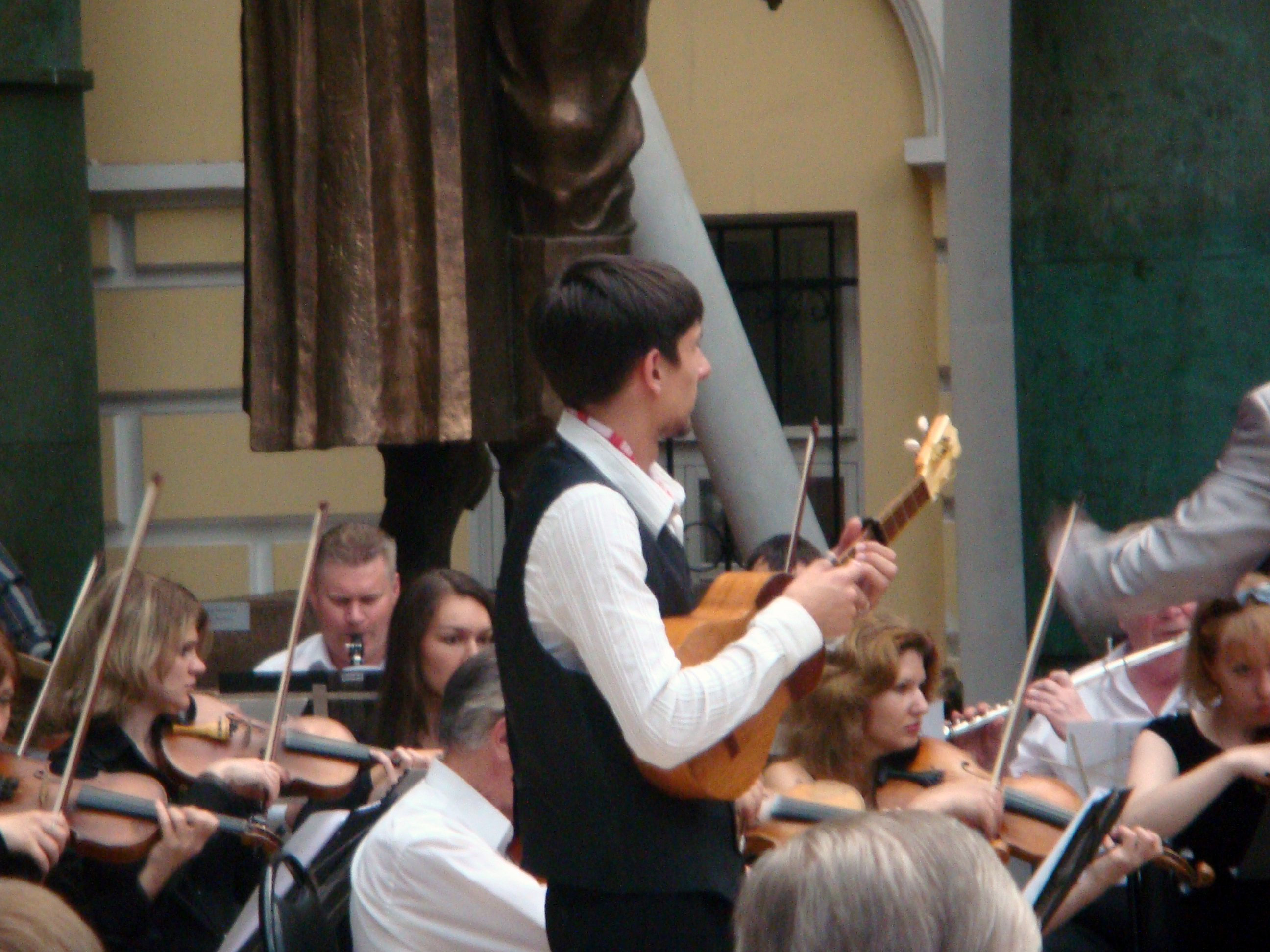
Зубрев Алексей.
Галерея искусств Церетели,
г. Москва, 2009 г.

В 2009 году, Посольством Республики Колумбия в Российской Федерации, Зубрев А. В. был приглашен для участия в концерте «Карибская фантазия», который проходил в Галерее искусств Церетели в Москве.

 В данном концерте Зубрев А. В., как исполнитель на латиноамериканском народном музыкальном инструменте «куатро», солировал с Симфоническим оркестром Российского Государственного музыкального телерадиоцентра под управлением колумбийского композитора и дирижёра Франсиско Сумаке Гомеса.

## Дискография
- 2007 — ¡Que viva América Latina![9].
- 2009 — Winter in Moscow with Russian Songs[10].
- 2013 — ¿Vamos bien?[11]

## Награды и достижения

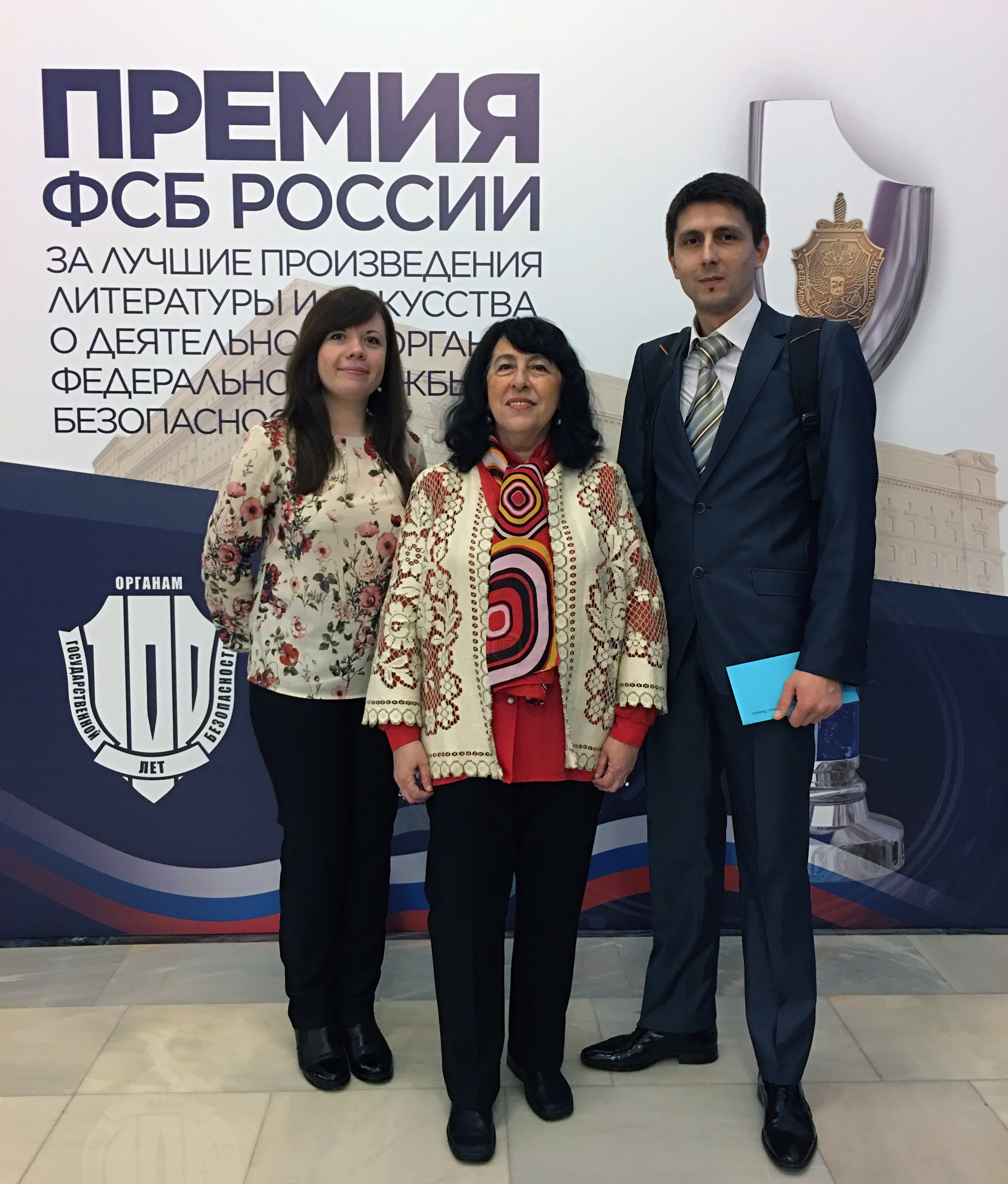
Ансамбль «Гренада» — лауреат премии ФСБ, г. Москва, 2017 г.

- 2011 — премия им. Н. А. Островского[12].
- 2013 — медаль Союза ветеранов госбезопасности «За активное участие в духовно-нравственном воспитании молодежи».
- 2015 — медаль «Маршал Малиновский» от российского Фонда памяти полководцев победы.
- 2017 — премия ФСБ за многолетнюю творческую деятельность по пропаганде отечественной и мировой музыкальной культуры, а также оказание содействия органам безопасности в духовно-нравственном и патриотическом воспитании сотрудников[13].

Также Зубрев А. В. является обладателем многочисленных дипломов, грамот и благодарственных писем от сотрудников дипломатического корпуса стран Латинской Америки в Российской Федерации.

## Личная жизнь
Женат. Детей нет.